# Gebze
Gebze je okrožje in mesto v provinci Kocaeli, Turčija. Mesto stoji 65 km jugovzhodno od Istanbula v Izmitskem zalivu, vzhodnem rokavu Marmarskega morja. Po številu prebivalcev za Izmitom drugo največje mesto v provinci in se hitro razvija. Leta 1990 je imel 159.116 prebivalcev, leta 2011 pa  299.047 prebivalcev.

## Geografija
Okrožje Gebze je v najbolj zahodnem delu province Koaceli. Ima šest občin (Gebze, Darıca, Çayırova, Dilovası, Şekerpınar in Tavşancıl) in 22 vasi (Ahatlı, Balçık, Cumaköy, Çerkeşli, Demirciler, Denizli, Duraklı, Elbizli, Eskihisar, Hatipler, Kadıllı, Kargalı, Köseler, Mollafenari, Muallimköy, Mudarlı, Ovacık, Pelitli, Tavşanlı, Tepecik, Tepemanayır (Tepepanayır) in  Yağcılar).
V mestu je severni konec mostu Osman Gazi (turško Osman Gazi Köprüsü), ki povezuje Kababurun in Dilburnu. Njegov razpon je 1.688 m in je četrti najdaljši viseči most na svetu.

## Pobrateni mesti
- Karakol, Kirgizistan
- Garoowe, Somalija[3]

## Galerija
- Mošeja Çoban Mustafa Paše
- Muzej Osman Hamdi Beja
- Trdnjava Eskihisar
- Hanibalova grobnica
- Tehnična univerza Tebze
- TEVİTOL